# 濟南輕騎

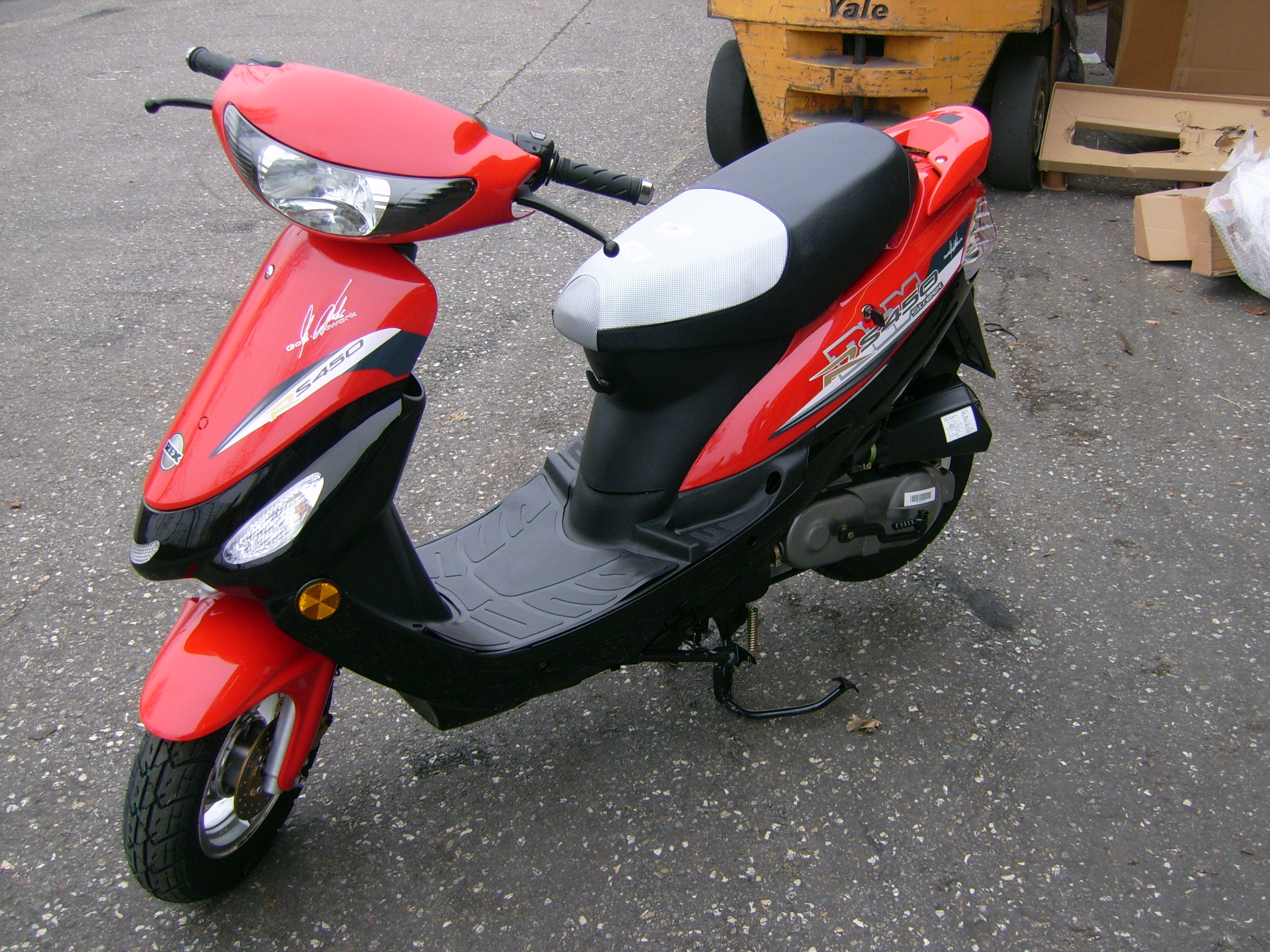
濟南輕騎產品之一，Rex rs450

濟南輕騎摩托車有限公司（简称輕騎或輕騎摩托，英文全称Jinan Qingqi Motorcycles Co., Ltd），（上交所除牌前600698.SS和900946.SS），中國兵器裝備集團旗下公司，总部位于中国山東省濟南市，是在1956年成立，也是最早開發摩托車原地，1964年，開始生產「輕騎牌」摩托車，到了1989年，鈴木汽車開發摩托車業務，生產「鈴木王」品牌摩托車，到了2006年輕騎和法國标致合組「濟南轻骑标致摩托车有限公司」，也是首次引入歐洲技术的摩托车公司，同年亦被中國兵器裝備集團收購，同時把重慶建設摩托車和中國嘉陵姊妹公司，組成「南方摩托車有限責任公司」。
其主要業務生產及研发摩托車產品等。